# Robert Salkowitz
Robert Salkowitz, né le 28 avril 1967 à Philadelphie, est un auteur, éducateur et un consultant dont le travail se concentre sur l'impact social et commercial de l'innovation technologique. Il est l'auteur de quatre livres dont le Comic-Con and the Business of Pop Culture et a beaucoup écrit pour des magazines, notamment Fast Company, Forbes, Entrepreneur,,.